# Carlos Hernán Rodríguez
Carlos Hernán Rodríguez Becerra (Palmira, 1969) es un abogado, político y docente colombiano.

## Biografía
Nació en Palmira, Valle del Cauca. Estudió derecho en la Universidad Santiago de Cali e hizo su especialización en derecho constitucional y derecho administrativo en la Universidad Libre. Fue docente en derecho administrativo y constitucional de las universidades del Valle, San Buenaventura, Santiago de Cali y Javeriana.
Comenzó su trayectoria política siendo Concejal de Palmira para los períodos 1995 y 1998 a 2000. En 2001, fue elegido Diputado del Valle del Cauca, cargo que ocupó hasta 2003. En el ejercicio de sus funciones fue testigo del Secuestro de los 12 diputados del Valle del Cauca, debido a que ese día se salvó de ser secuestrado a causa de no estar presente en la Asamblea Departamental, pues se encontraba acompañando a su hijo a una cita médica.[cita requerida] De 2004 a 2006 se desempeñó en la Gobernación del Valle del Cauca como secretario de despacho, desarrollo institucional y planeación durante el mandato de Angelino Garzón.[cita requerida]
Entre 2008 y 2012 fungió como Controlador de Valle del Cauca. En el 2016 lo asignaron como Defensor del Pueblo del Valle del Cauca. Del 2017 al 2019 dirigió la Auditoría General de la República. Entre 2020 y 2022 fue asesor de despacho en la Agencia Nacional de Tierras. En el año 2022 el Congreso de la República lo oficializó Contralor General de la República, sustituyendo a Carlos Felipe Córdoba.
En agosto de 2022 fue señalado por el periodista Gonzalo Guillén, de supuestamente tener vínculos con el Cartel del Norte del Valle.
El 25 de mayo de 2023, es declarada nula su elección de Contralor General por irregularidades en el trámite de su nombramiento, se ha señalado como responsables a los presidentes de senado y cámara Roy Barreras y el representante a la Cámara de Representantes David Racero, ante las críticas Barreras justificó el accionar diciendo: «La mesa directiva del Congreso lo que hizo fue acatar los fallos del Tribunal de Cundinamarca y el de Medellín que nos ordenó hacer una nueva lista. El Consejo de Estado no está de acuerdo y en las controversias jurisprudenciales el C. de Estado tiene por supuesto la última palabra y debe acatarse. No nos equivocamos. Yo volvería a acatar las dos tutelas».